# Bienmühle
Bienmühle ist ein Gemeindeteil der Stadt Parsberg im Landkreis Neumarkt in der Oberpfalz in Bayern. 

## Geographische Lage
Bienmühle liegt im Oberpfälzer Jura der Südlichen Frankenalb auf ca. 450 m ü. NHN links der Schwarzen Laber und etwa 4 km nördlich von Parsberg. Der Weiler schließt sich westlich an den Parsberger Ortsteil Hackenhofen an und ist von dort aus über die Zufahrtsstraße „Bienmühle“ zu erreichen.

## Geschichte
Um 1600 ist die „Binmuhl“ in einer Karte von Christoph Vogel eingetragen. Sie wurde wohl im 16. bzw. 17. Jahrhundert als Getreidemühle errichtet. Im 18. Jahrhundert war die Bienmühle eine Bronzemühle, in der Pulverbronze hergestellt wurde und zwar Silber- und Goldbronze, die Kunstmaler und besonders Kirchenmaler verarbeiteten und die auch zum Bedrucken von Büchern und anderen Gegenständen verwendet wurde. Im 19. Jahrhundert wird die Mühle auch „Biemühl“ oder „Bimmühle“ genannt; sie besaß zwei Mahlgänge. Am Ende des Alten Reiches, um 1800, bestand die Einöde Bienmühle aus 2 Anwesen der Reichsherrschaft Parsberg, die 1792 aus dem Besitz der Reichsgrafen von Schönborn an den bayerischen Kurfürsten Karl Theodor verkauft wurde; die beiden Anwesen waren die Mühle als einem Ganzhof und ein weiteres kleines Anwesen.
Im Königreich Bayern (1806) wurde die Einöde Bienmühle zunächst ein Ortsteil des Steuerdistrikts Rudenshofen, im Zuge des zweiten Gemeindeedikts von 1818 ein Ortsteil der Ruralgemeinde Rudenshofen im Landgericht Parsberg, dem späteren Landkreis Parsberg. Diese Gemeinde wurde im Zuge der Gebietsreform in Bayern am 1. Januar 1971 in die Stadt Parsberg im Landkreis Neumarkt i. d. Opf. eingemeindet. Seitdem ist Bienmühle ein amtlich benannter Ortsteil von Parsberg.
Noch in der 2. Hälfte des 20. Jahrhunderts war die Mühle im Besitz der 1865 gegründeten Firma „Fischer, G. F., Broncefarbenwerke“, die seit 1901 das Werk Bienmühle betrieb. Laut einem Schreiben des Königlichen Bezirksamtes Parsberg vom 7. Februar 1902 wurde der Einbau einer Ossberger-Turbine genehmigt. Ab 1909 wurde damit Parsberg von der Bienmühle aus mit Elektrizität versorgt. Seit dieser Zeit wird die erzeugte elektrische Energie in das öffentliche Stromnetz eingespeist, zunächst in das Netz der OBAG, ab dem Jahr 2001 E.ON Bayern AG, seit 2013 Bayernwerk AG.

### Einwohner- und Gebäudezahl
- 1836: 2 Häuser,[10]
- 1860: 11 Einwohner, 8 Häuser,[11]
- 1861: 11 Einwohner, 3 Gebäude,[12]
- 1871: 11 Einwohner, 8 Gebäude, an Großviehbestand 1873 3 Pferde, 10 Stück Rindvieh,[13]
- 1900: 15 Einwohner, 2 Wohngebäude,[14]
- 1925: 12 Einwohner, 3 Wohngebäude,[15]
- 1950: 14 Einwohner, 1 Wohngebäude,[16]
- 1987: 7 Einwohner, 3 Wohngebäude, 4 Wohnungen.[17]
- 2022: 1 Einwohner, 3 Wohngebäude, 4 Wohnungen

Das Wohnhaus der ehemaligen Bronzemühle, ein zweigeschossiger Walmdachbau, dazu das ehemalige Gesindehaus und der Pferdestall, gelten als Baudenkmäler. Siehe auch Liste der Baudenkmäler in Bienmühle.

### Kirchliche Verhältnisse
Der Weiler gehört seit jeher zur katholischen Pfarrei Parsberg im Bistum Regensburg. Dorthin gingen die Kinder auch zur Schule. Die Verstorbenen der Bienmühle wurden in Hackenhofen bestattet.